# Bojongjaya (Karawaci)
Bojongjaya is een bestuurslaag in het regentschap Tangerang van de provincie Banten, Indonesië. Bojongjaya telt 8427 inwoners (volkstelling 2010).